# Ян IV из Пернштейна
Ян IV Богатый из Пернштейна и на Гельфштине (чеш. Jan IV. «Bohatý» z Pernštejna a na Helfštejně; 14 ноября 1487, Моравски-Крумлов — 8 сентября 1548, Грушовани-у-Брна) — средневековый чешско-моравский магнат и государственный деятель из дворянского рода Пернштейнов, один из влиятельнейших и богатейших сановников земель Чешской короны 1-й пол. XVI века, моравский земский гетман, граф Кладский. Сын Вилема II, отец Вратислава II из Пернштейна. Участник антигабсбургского восстания сословий в Чехии 1547 года.

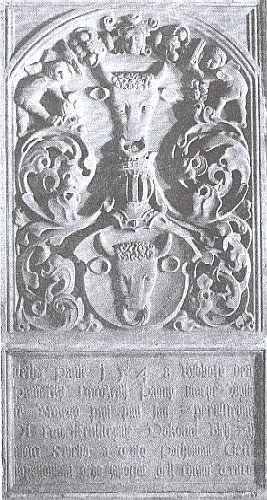
Надгробие Яна IV из Пернштейна в семейной усыпальнице в Доубравнике.

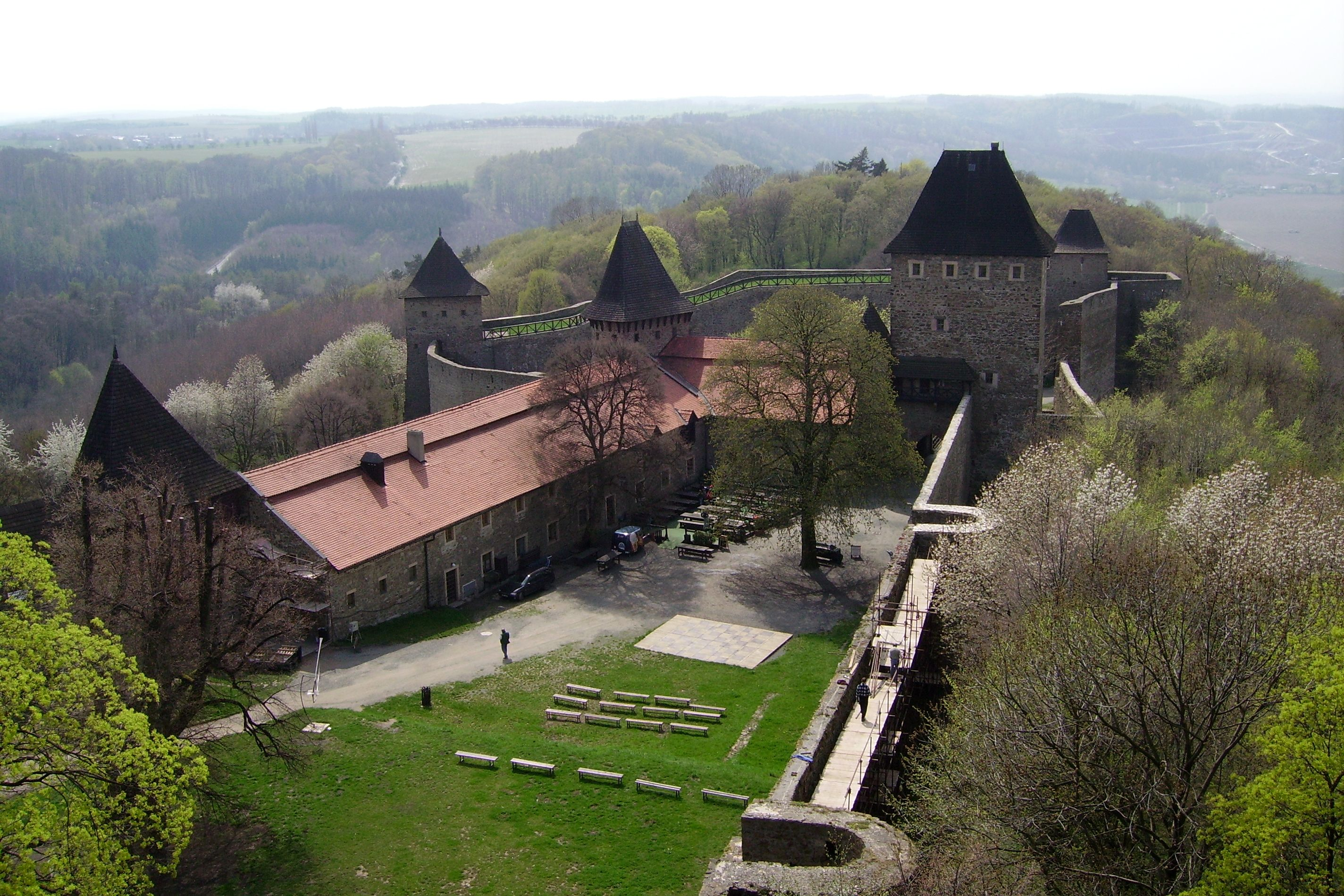
Замок Гельфштин в Моравии, по названию которого Ян IV подписывался Ян из Пернштейна и на Гельфштине.

## Происхождение и молодые годы
Ян IV родился в семье высочайшего маршалка Чешского королевства Вилема II из Пернштейна, одного из влиятельнейших и богатейших вельмож короля Владислава II, и Йоганки из Либлиц. Ян получил отличное образование и благодаря протекции отца уже в девятнадцатилетнем возрасте занял должность высочайшего коморника зесмкого суда в Брно.

## Политическая карьера
Ян из Пернштейна трижды занимал должность моравского земского гетмана — высшую должность в бюрократической системе Моравии. В 1528—1545 годах был регентом княжества Тешинского.

## Управление имениями
Ян Богатый в результате наследования после смерти своего брата Войтеха I сосредоточил в своих руках большинство родовых владений Пернштейнов. Обладая обширными владениями, Ян IV имел возможность содержать многочисленное войско. В 1547 году он принял участие в Пражском восстании сословий против Габсбургов, однако после поражения антигабсбургских сил при Мюльберге в числе первых сдался на милость короля Фердинанда I. Прощённый королём, Ян из Пернштейна вынужден был распродать часть владений, чтобы расплатиться с накопившимися долгами, но через год умер.
В 1537 году получил Кладское графство в Силезии.

## Частная жизнь
Дети:
- Ярослав
- Вратислав II
- Войтех II
- Катержина — жена пана Йиндржиха III из Швамберка (1507—1574)
- Мария (ум. 1556), жена Вацлава III Адама Цешинского.